# Bolby
För andra betydelser, se Bolby (olika betydelser).
Bolby var den största och äldsta byn på Södra Ljusterö och är numera en välbevarad bymiljö från sekelskiftet. 
Flera av torpen och de tidigare gårdarna används i dag som fritidshus, vissa används som permanentbostäder. Det är troligen så att Bolby är ursprungsbyn för både Norra Ljusterö och Södra Ljusterö som numera utgör en sammanhängande landmassa. Ordet Bolby anses betyda en primär, ursprunglig, enhet till skillnad från en "avgärdaby", en ny enhet skapad på en gammal bys ägor. 
I Bolby fanns en storhög, cirka 20 meter i diameter, vilken under slutet av 1800-talet grävdes ut för en vägdragning.  Vid Bolby, som är det enda kända fornlämningsområdet på Södra Ljusterö, finns två gravfält från yngre järnåldern med ca 20 gravar vardera.

## 1500-talet
1535 är omnämns Bolby första gången i skrift och skrivs då Båby. 

## 1800-talet
Vid det laga skiftet 1847–1850 fanns elva gårdar i Bolby. 
Under 1850-talet bildades Linanäs genom att Eric Sjöberg flyttade mangårdsbyggnaden från Norrgården till Bolbys utmarker Gumnäset, kallat så eftersom där betades ungfår vilka kallades gumsar. Eric Sjöberg ansökte om att kalla Gumnäset för Linanäs, till minne av sin avlidna dotter Carolina, vilket beviljades 1853.

## 1900-talet
Vid sekelskiftet bestod byn av sju gårdar, elva torp och en lanthandel.

## 2000-talet
I dag finns två av gårdarna kvar, Storgården och Västergården. Lanthandeln i Bolby lades ner på 1970-talet. 